# Schluchhorn
Schluchhorn är en bergstopp i Schweiz.   Den ligger i distriktet Obersimmental-Saanen och kantonen Bern, i den sydvästra delen av landet, 70 km söder om huvudstaden Bern. Toppen på Schluchhorn är 2 579 meter över havet, eller 130 meter över den omgivande terrängen. Bredden vid basen är 0,42 km. Schluchhorn ingår i Diablerets.
Terrängen runt Schluchhorn är huvudsakligen bergig, men åt nordväst är den kuperad. Närmaste större samhälle är Sion, 16,2 km sydost om Schluchhorn. 
Trakten runt Schluchhorn består i huvudsak av gräsmarker. Runt Schluchhorn är det ganska glesbefolkat, med 38 invånare per kvadratkilometer.